# God Hates Us All
| 전문가 평가          | 전문가 평가 |
| 총 점수              | 총 점수     |
| 출처                 | 점수        |
| -------------------- | ----------- |
| 메타크리틱           | 80/100      |
| 평가 점수            |             |
| 출처                 | 점수        |
| AllMusic             | [ 7 ]       |
| Alternative Press    | [ 8 ]       |
| Blender              | [ 9 ]       |
| Entertainment Weekly | B+          |
| Drowned in Sound     | 10/10       |
| Los Angeles Times    | [ 12 ]      |
| Q                    | [ 13 ]      |
| Rolling Stone        | [ 14 ]      |
| Rock Hard            | 8/10        |
| Spin                 | 8/10        |

《God Hates Us All》은 2001년 9월 11일, 아메리칸 레코딩스에서 발매한 미국의 스래시 메탈 밴드 슬레이어의 아홉 번째 스튜디오 음반이다. 밴쿠버의 더 웨어하우스 스튜디오에서 3개월에 걸쳐 녹음되었으며, 그래미 어워드 후보에 오른 곡 〈Disciple〉이 수록되어 있다. 기타리스트 케리 킹은 대부분의 가사를 작곡했으며, 종교, 살인, 복수, 자제력 등의 주제를 탐구하여 이전 음반과는 다른 접근 방식을 취했다. 스타일리시하게도 이 음반은 슬레이어의 클래식 스래시 메탈 사운드로 돌아갔다. 슬레이어가 2015년 음반 《Repentless》로 돌아올 때까지 드러머 폴 보스타프가 피처링한 마지막 음반이었다.
이 음반은 노골적인 커버 아트로 인해 발매가 지연되었고, 일부 소매점에서 슬립 커버를 대체할 수 있었고, 믹싱 과정에서 어려움을 겪었으며, 밴드 레이블의 배급사가 변경되었다. 그럼에도 불구하고 《God Hates Us All》은 비평가들로부터 긍정적인 평가를 받았으며 빌보드 200에서 28위로 정점을 찍었다. 2009년까지 미국에서 31만 9,000장 이상이 판매되었다.

## 녹음
슬레이어는 1999년 오즈페스트에 출연하기 전부터 새 음반의 가사를 쓰기 시작했다. 하지만 3~4개월마다 밴드는 오즈페스트와 슬립낫과의 전 세계 "Tattoo the Earth" 투어에 전념하느라 정신이 없었다. 기타리스트 제프 한네만은 나중에 "그게 마지막 휴식이었습니다. 그 후 우리는 정신을 차렸습니다."라고 인정했다. 밴드의 오랜 프로듀서인 릭 루빈은 슬레이어와 함께 작업하기에는 너무 바빠서 강렬한 음악을 만들 수 없는 "불타버렸다"고 느꼈다. 아라야와 킹은 루빈에 대해 비슷한 감정을 가졌고, 케리 킹은 "누군가와 함께 헤비 음악계에서 일하고 싶었지만 루빈은 더 이상 그렇지 않습니다. 저는 뜨거운 것이 무엇인지, 무엇이 팔리고 있는지, 새로운 기술이 무엇인지 알고, 저를 계속 긴장시킬 수 있는 사람을 원했습니다."라고 말했다. 루빈은 첫 번째 프로듀서가 한네만과 개성 있게 작업하지는 않겠지만 두 명의 프로듀서를 추천했다. 밴드는 프로듀서 후보인 맷 하이드의 〈Bloodline〉 작업에 만족했고, 그를 음반 전체 프로듀싱에 고용했다.

## 커버 아트
오리지널 음반 커버에는 "슬레이어"라는 단어가 새겨진 피가 묻은 오각형 별 모양의 못이 박힌 성경이 그려져 있다. 라이너 노트는 성경 욥기의 구절 사이에 가사를 분산시키고 부분적으로 검은색 마커로 가로챘다. 킹은 더 나은 커버를 발전하기 위해 더 많은 시간을 원했지만 밴드의 음반사에서 이 아이디어를 제안했다. 킹의 커버 콘셉트는 오각형 모양의 못을 보여주고 성경 구절의 키워드를 놓치도록 하여 마치 소시오패스가 만든 것처럼 보이게 하는 것이었다. 그는 나중에 그 결과가 "대체 무슨 일을 할 것인지 전혀 모르는 음반사의 전형적인 결과"라고 불평하며 커버가 "성경을 훼손한 것처럼 보인다"고 말했다. 주요 소매점의 커버 앞에는 슬립 삽입구가 놓여 있었다.

## 곡 목록
| #   | 제목                    | 작사              | 작곡        | 재생 시간 |
| --- | ----------------------- | ----------------- | ----------- | --------- |
| 1.  | 〈Darkness of Christ〉  | 케리 킹           | 제프 한네만 | 1:30      |
| 2.  | 〈Disciple〉            | 킹                | 한네만      | 3:35      |
| 3.  | 〈God Send Death〉      | 한네만, 톰 아라야 | 한네만      | 3:45      |
| 4.  | 〈New Faith〉           | 킹                | 킹          | 3:05      |
| 5.  | 〈Cast Down〉           | 킹                | 킹          | 3:26      |
| 6.  | 〈Threshold〉           | 킹                | 한네만      | 2:29      |
| 7.  | 〈Exile〉               | 킹                | 킹          | 3:55      |
| 8.  | 〈Seven Faces〉         | 킹                | 킹          | 3:41      |
| 9.  | 〈Bloodline〉           | 한네만, 아라야    | 한네만, 킹  | 3:36      |
| 10. | 〈Deviance〉            | 한네만, 아라야    | 한네만      | 3:08      |
| 11. | 〈War Zone〉            | 킹                | 킹          | 2:45      |
| 12. | 〈Here Comes the Pain〉 | 킹                | 킹          | 4:32      |
| 13. | 〈Payback〉             | 킹                | 킹          | 3:03      |